# John Christian Ingvordsen
John Christian "Chris" Ingvordsen (født 4. juli 1957 i København) er en dansk/amerikansk filminstruktør, filmproducer og manuskriptforfatter.
Siden 1982 har Chris været involveret i instruktion, produktion og manuskripter af i alt 18 film.
Mange af hans film har kultstatus i USA.

## Udvalgt filmografi
som instruktør
- Fort Doom (2004)
- Airboss (1997)
- Little Patriot (1995)
- Outfit (1993)
- Comrades in Arms (1992)
- Mob War (1989)
- Covert Action (1988)
- Search and Destroy (1988)
- Firehouse (1987)
- Hangmen” (1987)
- Great Mafia Movies (1973-1989)
- Absolute Aggression
- Leading Woman
- Streetwise

som producer
- Airboss (1997)

som manuskriptforfatter
- Airboss (1997)